# Carlo Parisi
Carlo Parisi (ur. 8 marca 1960 w Catanzaro) – włoski trener siatkarski.

## Sukcesy trenerskie

### klubowe
Puchar CEV:
- 2010, 2012

Puchar Włoch:
- 2012

Liga włoska:
- 2012
- 2014

Superpuchar Włoch:
- 2012

Liga Mistrzyń:
- 2015
- 2013

Liga azerska:
- 2016

Liga francuska:
- 2017

Liga grecka:
- 2022[6]

### reprezentacyjne
Liga Europejska:
- 2012

Letnia Uniwersjada:
- 2025[7]